# La canzone dell'Africa
La canzone dell'Africa (nota anche come La canzone d'Africa) è un brano musicale composto da Alfredo Gargiulo e musicato da Rodolfo Falvo nel 1935 pubblicata da Fonit.

## Argomento
La canzone è un inno d'incoraggiamento degli italiani alla partecipazione alla guerra d'Etiopia, iniziata proprio nel 1935 e conclusasi nel 1936 con la conquista dell'impero africano e la sua annessione all'impero coloniale italiano (proclamato ufficialmente nel 1936). Ancora una volta il riferimento è quello all'antico impero romano che la retorica fascista voleva riassimilare alle recenti conquiste d'oltremare italiane (Avanti, gloriose schiere, / pianteremo le bandiere tricolori, / avrà l’Africa un sol nome: Roma! / che è il gran nome dell’eterna civiltà!). L'inno coinvolge non solo i soldati che sono chiamati a lasciare la casa e gli affetti più cari per garantire all'Italia e agli italiani un futuro migliore, ma anche alle donne che vengono presentate come desiderose di partire anch'elle per fare la loro parte nelle colonie. Il riferimento nell'ultima strofa della canzone al canto Giovinezza e al ricordo dei vecchi soldati fa riferimento ai primi squadristi che avranno un ruolo importante anche nell'amministrazione delle colonie italiane, in particolare in Africa.